# Sun Shengnan
Pour les articles homonymes, voir Sun.
Ne pas confondre avec Sun Tiantian, également joueuse de tennis.
Dans ce nom chinois, le nom de famille, Sun, précède le nom personnel.
Sun Shengnan (chinois : 孙胜男 ; pinyin : Sūn Shèngnán, née le 21 janvier 1987) est une joueuse de tennis chinoise, professionnelle de 2002 à 2013.

## Palmarès

### Titre en double dames
| No | Date       | Nom et lieu du tournoi | Catégorie | Dotation  | Surface    | Partenaire | Finalistes                   | Score    |          |
| -- | ---------- | ---------------------- | --------- | --------- | ---------- | ---------- | ---------------------------- | -------- | -------- |
| 1  | 10/09/2007 | Tennis Classic Bali    | Tier III  | 225 000 $ | Dur (ext.) | Ji Chunmei | Jill Craybas Natalie Grandin | 6-3, 6-2 | Parcours |

### Finales en double dames
| No | Date       | Nom et lieu du tournoi | Catégorie | Dotation  | Surface      | Vainqueures                       | Partenaire | Score            |          |
| -- | ---------- | ---------------------- | --------- | --------- | ------------ | --------------------------------- | ---------- | ---------------- | -------- |
| 1  | 07/05/2007 | ECM Open Prague        | Tier IV   | 145 000 $ | Terre (ext.) | Petra Cetkovská Andrea Hlaváčková | Ji Chunmei | 7-67, 6-2        | Parcours |
| 2  | 07/02/2011 | PTT Open Pattaya       | Intern'l  | 220 000 $ | Dur (ext.)   | Sara Errani Roberta Vinci         | Zheng Jie  | 3-6, 6-3, [10-5] | Parcours |

## Parcours en Grand Chelem

### En simple
N'a jamais participé à un tableau final.

### En double dames
| Année | Open d'Australie           | Open d'Australie        | Internationaux de France    | Internationaux de France | Wimbledon                  | Wimbledon                   | US Open                    | US Open                  |
| ----- | -------------------------- | ----------------------- | --------------------------- | ------------------------ | -------------------------- | --------------------------- | -------------------------- | ------------------------ |
| 2007  | 1/4 de finale Sun Tiantian | Yan Zi Zheng Jie        | 2e tour (1/16) Sun Tiantian | Anabel Medina V. Ruano   | 1er tour (1/32) Ji Chunmei | Květa Peschke Rennae Stubbs | 1er tour (1/32) Ji Chunmei | K. Srebotnik Ai Sugiyama |
| 2008  | 2e tour (1/16) Ji Chunmei  | J. Husárová F. Pennetta | 1er tour (1/32) Ji Chunmei  | Domachowska A. Rosolska  | 1er tour (1/32) Ji Chunmei | A. Keothavong Melanie South | -                          | -                        |

sous le résultat, la partenaire ; à droite, l’ultime équipe adverse.

## Parcours en «Premier Mandatory» et «Premier 5»
Découlant d'une réforme du circuit WTA inaugurée en 2009, les tournois WTA « Premier Mandatory » et « Premier 5 » constituent les catégories d'épreuves les plus prestigieuses, après les quatre levées du Grand Chelem.

### En simple dames
| Année |              | Premier Mandatory | Premier Mandatory | Premier Mandatory | Premier Mandatory       |       | Premier 5 | Premier 5 | Premier 5  | Premier 5 | Premier 5 | Premier 5 | Premier 5 |
| Année | Indian Wells | Miami             | Madrid            | Pékin             |                         | Dubaï | Rome      | Canada    | Cincinnati |           | Tokyo     |           |           |
| Année | Indian Wells | Miami             | Madrid            | Pékin             |                         | Doha  | Rome      | Canada    | Cincinnati |           | Wuhan     |           |           |
| Année | Indian Wells | Miami             | Madrid            | Pékin             |                         |       | Rome      | Canada    | Cincinnati |           |           |           |           |
| 2010  |              |                   |                   |                   | 1er tour (1/32) S. Peer |       |           |           |            |           |           |           |           |

Sous le résultat, l’ultime adversaire.

### En double dames
| Année | Premier Mandatory | Premier Mandatory | Premier Mandatory | Premier Mandatory | Premier Mandatory | Premier Mandatory                 | Premier Mandatory             | Premier Mandatory | Premier 5 | Premier 5 | Premier 5 | Premier 5 | Premier 5 | Premier 5                 | Premier 5              | Premier 5 | Premier 5  | Premier 5  | Premier 5 | Premier 5 | Premier 5 | Premier 5 |
| Année | Indian Wells      | Indian Wells      | Miami             | Miami             | Madrid            | Madrid                            | Pékin                         | Pékin             | Dubaï     | Dubaï     | Doha      | Doha      | Rome      | Rome                      | Canada                 | Canada    | Cincinnati | Cincinnati | Tokyo     | Tokyo     | Wuhan     | Wuhan     |
| ----- | ----------------- | ----------------- | ----------------- | ----------------- | ----------------- | --------------------------------- | ----------------------------- | ----------------- | --------- | --------- | --------- | --------- | --------- | ------------------------- | ---------------------- | --------- | ---------- | ---------- | --------- | --------- | --------- | --------- |
| 2009  |                   |                   |                   |                   |                   |                                   |                               |                   |           |           |           |           |           |                           |                        |           |            |            |           |           |           |           |
| —     | —                 | —                 | —                 | —                 | —                 | 1er tour (1/16) Sun Tiantian      | Alla Kudryavtseva E. Makarova | —                 | —         |           |           | —         | —         | —                         | —                      | —         | —          | —          | —         |           |           |           |
| 2010  |                   |                   |                   |                   |                   |                                   |                               |                   |           |           |           |           |           |                           |                        |           |            |            |           |           |           |           |
| —     | —                 | —                 | —                 | —                 | —                 | 1er tour (1/16) Zhang Shuai       | V. Azarenka Dinara Safina     | —                 | —         |           |           | —         | —         | —                         | —                      | —         | —          | —          | —         |           |           |           |
| 2011  |                   |                   |                   |                   |                   |                                   |                               |                   |           |           |           |           |           |                           |                        |           |            |            |           |           |           |           |
| —     | —                 | —                 | —                 | —                 | —                 | 1er tour (1/16) Maria Kondratieva | Ka. Plíšková Kr. Plíšková     | —                 | —         |           |           | —         | —         | 1er tour (1/16) R. Marino | N. Grandin V. Uhlířová | —         | —          | —          | —         |           |           |           |
| 2012  |                   |                   |                   |                   |                   |                                   |                               |                   |           |           |           |           |           |                           |                        |           |            |            |           |           |           |           |
| —     | —                 | —                 | —                 | —                 | —                 | 2e tour (1/8) Liu                 | Vera Dushevina A. Rosolska    |                   |           | —         | —         | —         | —         | —                         | —                      | —         | —          | —          | —         |           |           |           |

N.B. : le nom de la partenaire se trouve sous le résultat ; le nom des ultimes adversaires se trouve à droite.

## Parcours en Fed Cup
| #                                                              | Date       | Lieu                | Surface      | Gagnante(s)                   | Perdante(s)                  | Score    |          |
|                                                                |            |                     |              |                               |                              |          |          |
| 2007 - 1/4 de finale (groupe mondial) - Italie - Chine - 5 : 0 |            |                     |              |                               |                              |          |          |
| 1                                                              | 21/04/2007 | Castellaneta Marina | Terre (ext.) | Mara Santangelo Roberta Vinci | Sun Shengnan Sun Tiantian    | 6-2, 6-4 | Parcours |
|                                                                |            |                     |              |                               |                              |          |          |
| 2007 - Barrage (groupe mondial I) - Belgique - Chine - 1 : 4   |            |                     |              |                               |                              |          |          |
| 2                                                              | 14/07/2007 | Knokke-Heist        | Terre (ext.) | Ji Chunmei Sun Shengnan       | Debbrich Feys Aude Vermoezen | 6-2, 6-1 | Parcours |

## Classements WTA en fin de saison

### En simple
| Année | 2002 | 2003 | 2004 | 2005 | 2006 | 2007 | 2008 | 2009 | 2010 | 2011 | 2012 | 2013 |
| Rang  | 1031 | -    | 588  | 330  | 252  | 404  | 537  | 324  | 273  | 352  | 251  | 349  |

Source : (en) « Classements de Sun Shengnan », sur le site officiel du WTA Tour

### En double
| Année | 2004 | 2005 | 2006 | 2007 | 2008 | 2009 | 2010 | 2011 | 2012 | 2013 |
| Rang  | 711  | 262  | 129  | 60   | 102  | 131  | 176  | 109  | 122  | 237  |

Source : (en) « Classements de Sun Shengnan », sur le site officiel du WTA Tour